# Eric Edwards (attore)
Eric Edwards, detto Sparky (Topeka, 24 agosto 1966), è un attore statunitense.
Ha fatto il suo debutto cinematografico a 25 anni interpretando Murph nel film Piccola peste torna a far danni.

## Filmografia parziale

### Cinema
- Piccola peste torna a far danni (Problem Child 2), regia di Brian Levant (1991)
- Candyman - Terrore dietro lo specchio (Candyman), regia di Bernard Rose (1992)
- Miracolo a Santa Monica (Miracle Beach), regia di Skott Snider (1992)
- La scuola più pazza del mondo (Senior Trip), regia di Kelly Makin (1995)
- Sergente Bilko (Sgt. Bilko), regia di Jonathan Lynn (1996)
- Blade, regia di Stephen Norrington (1998)

### Televisione
- Piccola peste s'innamora (Problem Child 3: Junior in Love), regia di Greg Beeman - film TV (1995)
- Desperate Housewives - serie TV, 1 episodio (2007)

## Doppiatori italiani
Nelle versioni in italiano delle opere in cui ha recitato, Eric Edwards è stato doppiato da:
- Marco Bresciani in Piccola peste torna a far danni[1]
- Simone D'Andrea in Piccola peste si innamora
- Luca Dal Fabbro in Sergente Bilnko[2]
- Marco Mete in Blade[3]
- Luigi Scribani in Desperate Housewives